# Fábio Henrique Santana
Fábio Henrique Santana de Carvalho (Simão Dias, 19 de junho de 1972) é um policial rodoviário federal e político brasileiro.

## Política
Em 2018 foi eleito deputado federal pelo Sergipe.